# Árpád Göncz
Dans le nom hongrois Göncz Árpád, le nom de famille précède le prénom, mais cet article utilise l’ordre habituel en français Árpád Göncz, où le prénom précède le nom.
Árpád Göncz, né le 10 février 1922 à Budapest et mort le 6 octobre 2015 dans la même ville, est un écrivain et homme d'État hongrois. Après avoir été brièvement président de l'Assemblée nationale, il est président de la République de 1990 à 2000.

## Biographie

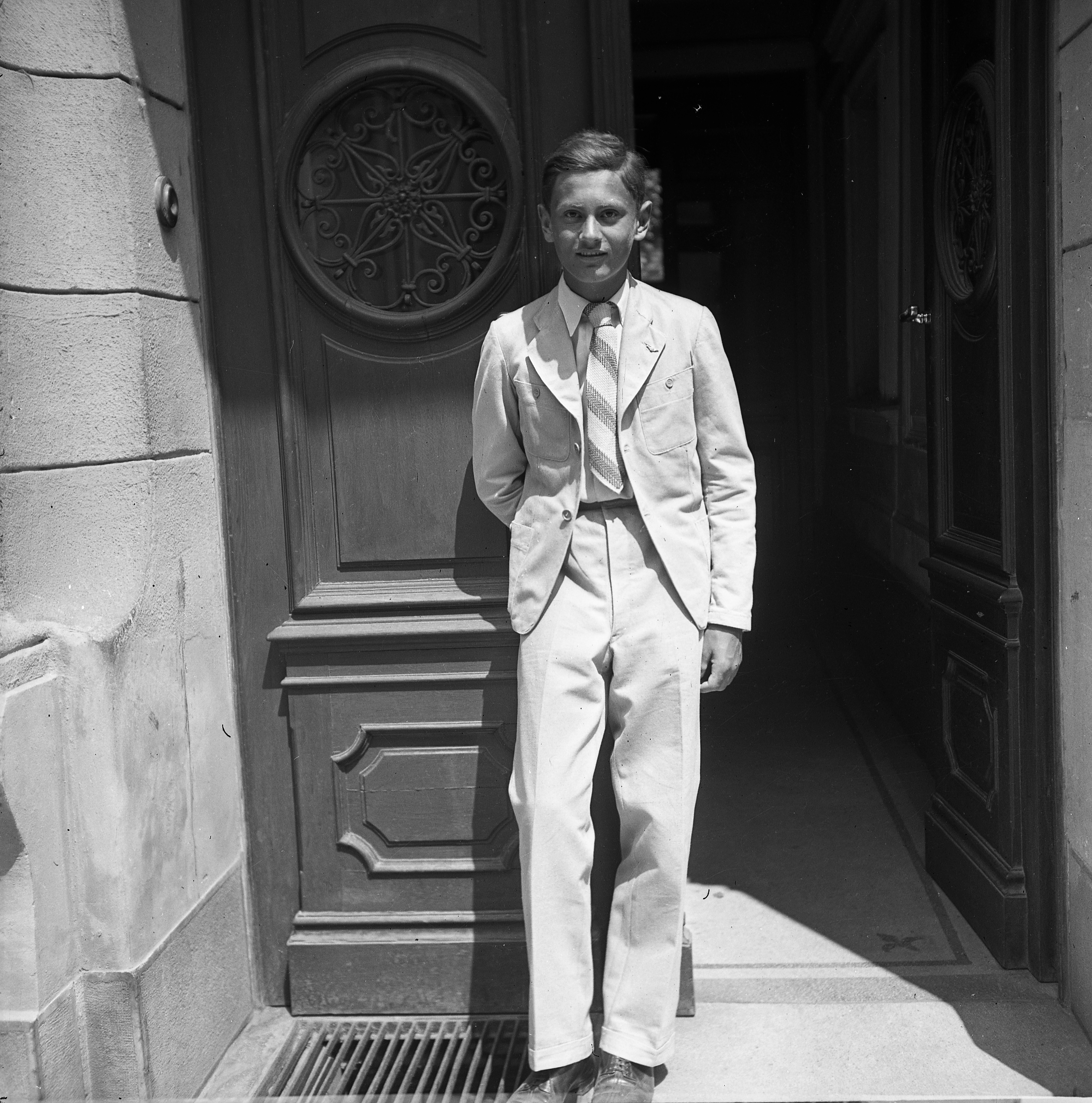
Áprád Göncz en 1937

Árpád Göncz naît le 10 février 1922 de l’union de Lajos Göncz et de Ilona Haimann, une famille cultivée. De 1939 à 1944, il suivra des études à l’université Pázmány Péter d’où il sortira docteur en droit, il suivra également des études  en agronomie à l’université de Gödöllő de 1952 à 1956, études qu’il n’aura jamais l’occasion d’achever.
Durant la Seconde Guerre mondiale, la Hongrie étant alliée à l’Allemagne nazie depuis 1941, Göncz, engagé très tôt dans la résistance anti-fasciste, déserta l’armée où il fut enrôlé de force afin de rejoindre la résistance locale, le bataillon Táncsics.

Dès la fin du conflit et l’entrée des soviets en Hongrie en 1945, il se lança en politique en étant affilié au parti paysan indépendant dans lequel il œuvrera pour la réforme agraire, ceci en parallèle avec ses études en agronomie.
En 1948, après la dissolution du parti par le régime stalinien mis en place en Hongrie depuis peu, il travailla comme soudeur en usine de 1949 à 1951 et par après comme ingénieur agronome de 1951 à 1956. Entre-temps, en 1946, il se mariera avec Mária Zsuzsanna Göntér avec laquelle il aura 4 enfants.
Le 17 octobre 1956, il parlera au sein du « cercle Petőfi » au sujet de la réforme agraire. Ce cercle était un centre important de diffusion critique et de débats. Cette même année, d’énormes révoltes contre la répression soviétique éclatèrent en Hongrie, révoltes auxquelles participa Árpád Göncz notamment en envoyant, en 1957, à l’étranger le manuscrit d’Imre Nagy, l’organisateur de la résistance anti-soviétique en Hongrie occidentale, « En défense du peuple hongrois » (A magyar nép védelmében). En mai de cette année, il sera arrêté par les forces soviétiques et accusé d’avoir participé à l’envoi du message radio d’István Bibó demandant l’aide des Nations unies pour contrer l’offensive des chars soviétiques qui rentraient en Hongrie. Il fut donc condamné à la prison à vie le 2 août 1958. En mars 1960, il entamera une grève de la faim avec une partie des prisonniers de la prison nationale de Vác.
Cette incarcération permit un tournant considérable dans sa vie intellectuelle. En effet, en prison il apprit l’anglais et pratiqua la traduction de littérature américaine et anglo-saxonne. Il ne sera libéré qu’en 1963 à la suite de l'amnistie générale et du relâchement des contraintes politiques  sous le gouvernement de János Kádár, chef du gouvernement à la tête du parti communiste hongrois. Après sa sortie, il fut vite engagé en tant qu’interprète à la « Institut de Recherche de l’Industrie Chimique Lourde de Veszprém ». Il tenta également de poursuivre ses études en agronomie en 1964 mais sera exclu de l’université.  Enfin, en 1965, il se lancera dans une carrière d’auteur indépendant et de traducteur littéraire (il traduisit de nombreux auteurs, parmi lesquels J. R. R. Tolkien, Ernest Hemingway, William Faulkner, etc.). Il fut par ailleurs membre de l’Union des écrivains hongrois et son président de 1989 à 1990.

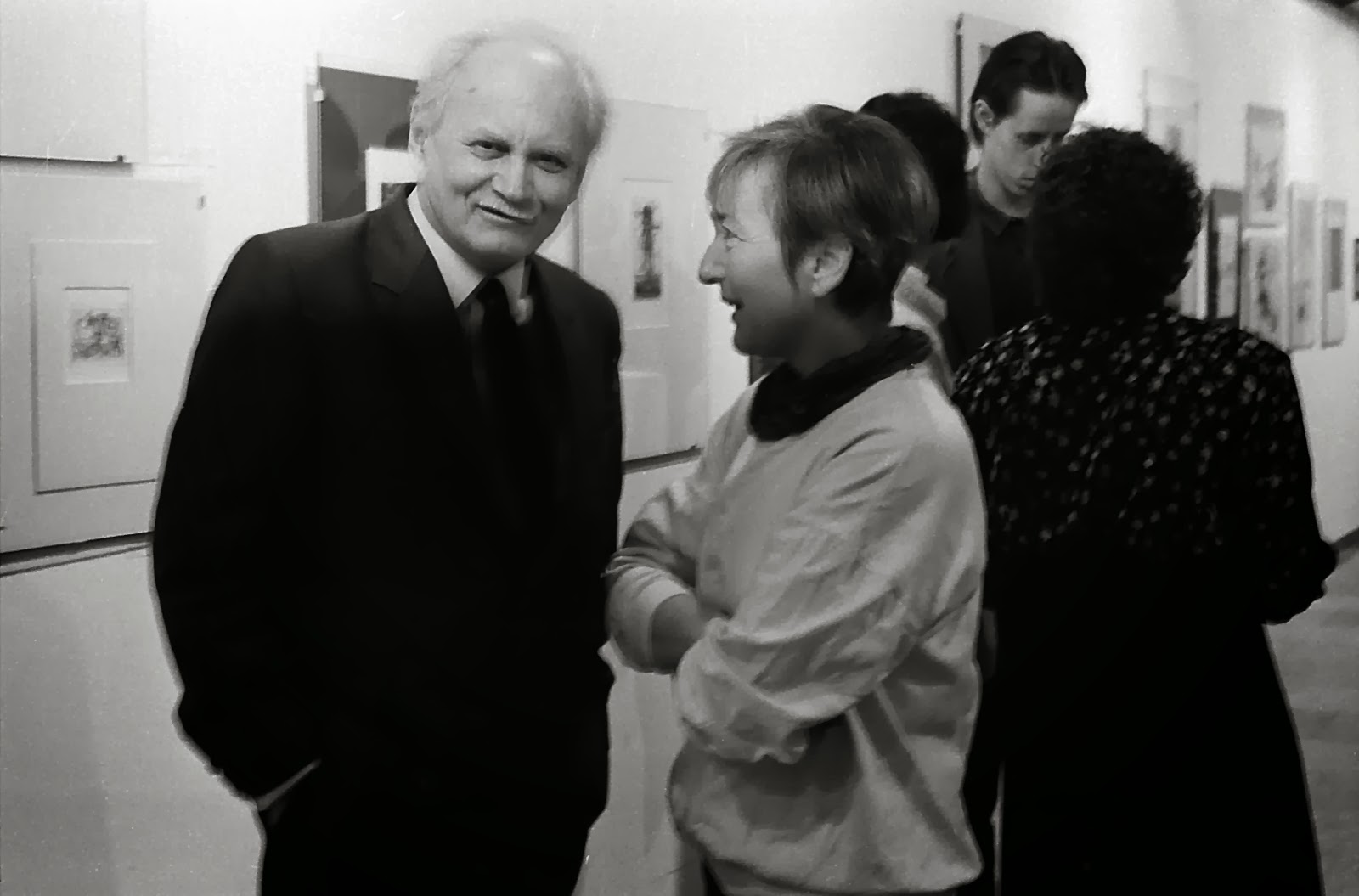
Áprád Göncz et Ottilia Solt. Photo de Lenke Szilágyi.

Par la suite, dans le courant des années 1970, Göncz reprit ses activités politiques en tant que membre du mouvement dissident hongrois. Il fut également président de la section hongroise de la ligue des droits de l’homme ainsi que vice-président de la ligue pour la justice historique (Történelmi Igazságtétel Bizottság). 
Dans la continuation de sa carrière politique, il participa à la fondation du SZDSZ en 1988, l’Alliance des démocrates libres, un parti libéral créé dans le but de faire opposition au parti communiste.  Il fut le porte-parole de ce groupe entre 1988 et 1989 et un membre du conseil national de ce parti de 89 à 90. Enfin, en mai 1990, il est élu membre, puis président du Parlement hongrois.
Et finalement président de la République hongroise après Mátyás Szűrös. Son mandat dura jusqu’en 1995 date à laquelle il fut réélu jusqu’en 2000. Durant tout ce temps, il fut un homme très apprécié de son pays et devint également un véritable idéal de tolérance pour les démocrates du monde entier.
Kinga Göncz, sa fille, a été ministre des Affaires étrangères jusqu'en avril 2009. Elle a été élue députée européenne sous les couleurs du MSZP, le 7 juin 2009.
Il est également membre honoraire du Club de Rome et membre d'honneur du Club de Budapest.